# Romdrup Å
Romdrup Å är ett ca 10 km långt vattendrag i Danmark. Det ligger i Region Nordjylland, i den norra delen av landet. Åns källa ligger öster om Skovstrup och den mynnar ut i Limfjorden.